# Gravímetro de travesía lunar

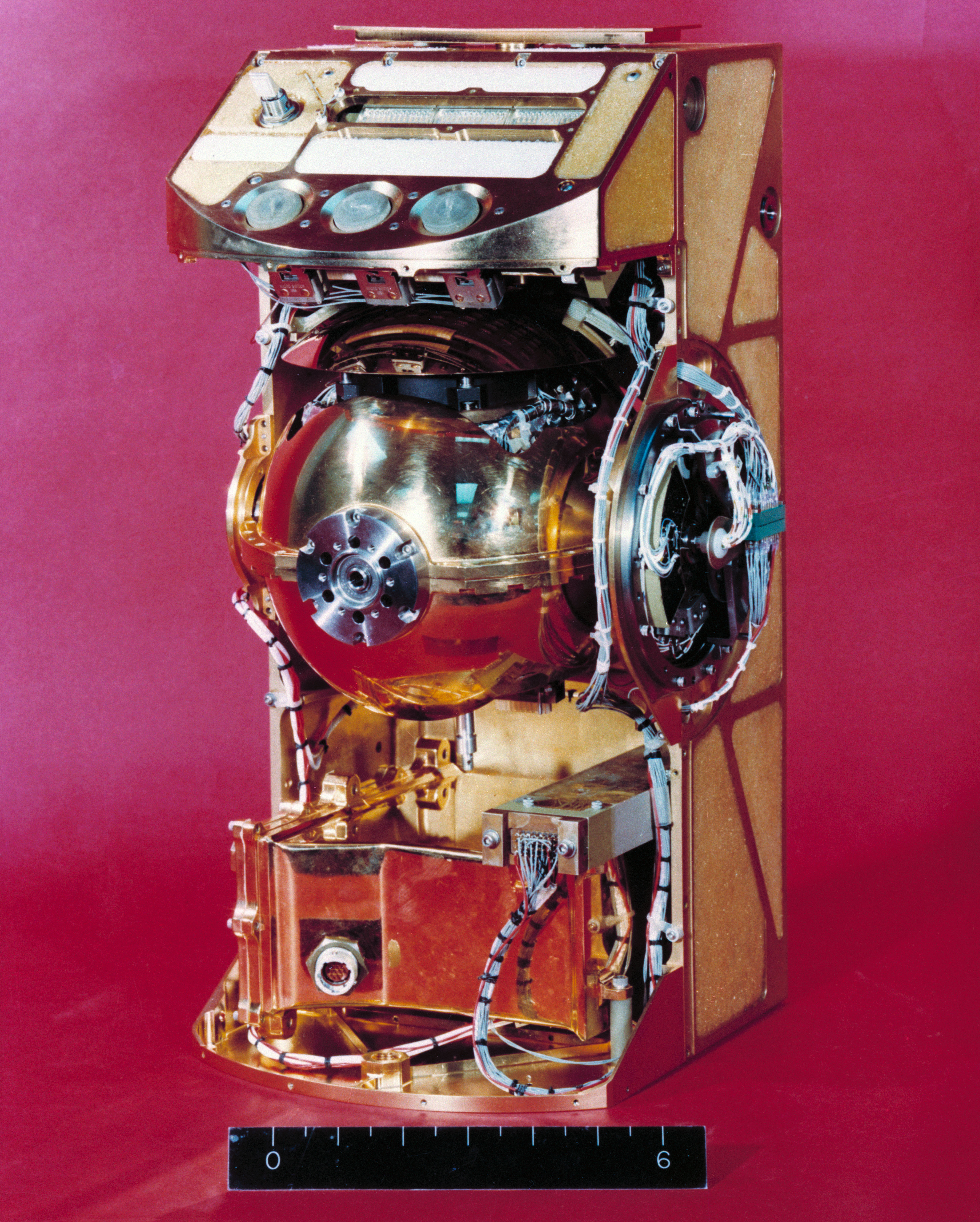
Fotografía de laboratorio previa al vuelo del Apolo 17 del gravímetro de travesía lunar sin su cubierta externa azul.

El gravímetro transversal lunar (en inglés: Lunar Traverse Gravimeter) fue un experimento científico lunar, desplegado por astronautas en la superficie lunar en 1972 como parte del Apolo 17. El objetivo del experimento fue utilizar mediciones de gravedad relativa para inferir atributos potenciales sobre los sustratos geológicos cerca del lugar de aterrizaje del Apolo 17.

## Antecedentes
El concepto del experimento fue tomar una tecnología y metodología probadas en forma de estudios de gravedad marina y diseñar un instrumento que pudiera ser operado de manera móvil por un astronauta en la superficie de la Luna. La inspiración directa para este instrumento fue el gravímetro de superficie de barco con cuerda vibrante del MIT. Este dispositivo se derivó de acelerómetros sobrantes, fabricados originalmente por Bosch, que estaban en uso operativo en el misil balístico intercontinental SM-65 Atlas.
Este tipo de acelerómetro era un acelerómetro pendular, donde los cambios en la gravedad resultan en cambios minúsculos en la tensión de una cuerda vibrante suspendida. Estos cambios en la tensión de la cuerda dan lugar a un cambio en la resonancia armónica de la cuerda, que puede medirse mediante un voltaje inducido cuando la cuerda pasa a través de un campo magnético permanente.
Los acelerómetros de guía inercial, como los de los misiles balísticos intercontinentales, eran particularmente adecuados para el propósito de un gravímetro transversal operado por astronautas debido a tres atributos principales: un amplio rango de sensibilidad, un tamaño y peso comparativamente pequeños, y la capacidad de calibrar el instrumento en condiciones de baja aceleración.

## Instrumento
Construido por el Laboratorio Draper, el instrumento pesaba aproximadamente 25 libras y medía alrededor de 20 pulgadas de alto y 11 pulgadas de ancho. La alimentación del instrumento era proporcionada por una batería interna de 7,5 voltios capaz de generar hasta 340 vatios hora durante un período de 15 días.
El sensor principal utilizado en el instrumento fue el acelerómetro de cuerda vibrante Bosch Arma D4E. El sensor combina dos cuerdas, orientadas en direcciones opuestas y conectadas entre sí. Esto fue beneficioso ya que las dos cuerdas y los puntos de medición que actuaban en sentido opuesto contrarrestarían cualquier fuerza centrípeta o tensional inducida por los campos magnéticos permanentes de los sensores. La integración del sensor y la construcción de la carcasa y el montaje del instrumento fueron realizados por el Laboratorio Draper en el Instituto de Tecnología de Massachusetts. Para proporcionar nivelación, el sensor se montó en un marco que se asentaba en un cardán de dos ejes. Los sensores dirigirían los motores que nivelarían el cardán en una orientación adecuada.
El acelerómetro de cuerda vibrante era extremadamente sensible a los cambios de temperatura y, por eso, el instrumento tenía varios mecanismos de control térmico. El sensor estaba alojado dentro de dos hornos anidados, que trabajarían juntos para garantizar activamente que el sensor se mantuviera a una temperatura de 322 Kelvin con una precisión de 0,01 Kelvin. El dispositivo estaba envuelto en una manta térmica para proporcionar aislamiento. El dispositivo también estaba equipado con un radiador que podía abrirse y cerrarse dependiendo de si el dispositivo estaba en uso o no.

## Operación y despliegue

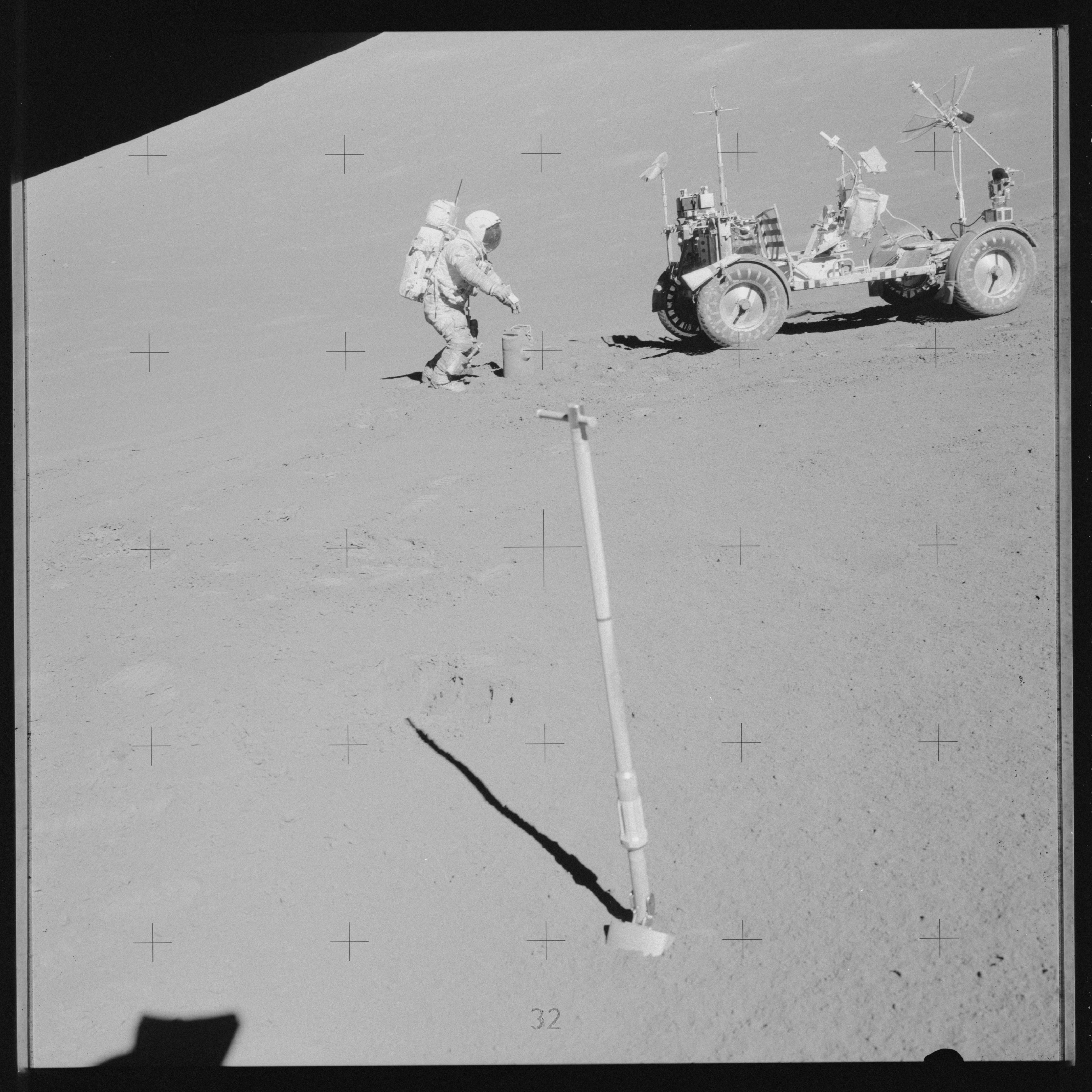
Experimento del gravímetro de travesía desplegado desde el rover por Gene Cernan, durante la EVA 3 en la Estación 8, en la base de las Colinas Esculpidas, Valle Taurus-Littrow.

Las mediciones con el gravímetro transversal lunar se tomaron en dos tipos de despliegue: donde el gravímetro estaba montado en la parte trasera del vehículo lunar y donde el gravímetro estaba colocado sobre la superficie lunar. Se requirió que el instrumento funcionara dentro de los 15 grados de la vertical para facilitar la nivelación del sensor. La medición con el dispositivo duró aproximadamente tres minutos, durante los cuales no se pudo interrumpir el experimento. Las mediciones tomadas en la Luna se compararían con las lecturas tomadas en la Tierra para llegar a una medida relativa de la gravedad de la Luna.
Un asa en la parte superior del instrumento facilitaba su transporte manual y tres patas en la parte inferior del dispositivo permitían colocarlo directamente sobre el regolito de la Luna. Para regular la temperatura de los dispositivos, cuando no se utilicen en la superficie lunar, se colocarían a la sombra con el radiador abierto, rechazando así el calor al espacio. El instrumento fue capaz de proporcionar una lectura de la gravedad medida en dos minutos.

## Ciencia
El instrumento recogió 26 lecturas en total durante la misión Apolo 17. Se tomaron tres lecturas del instrumento para establecer el estado térmico del instrumento, una al comienzo de cada EVA sin recopilar lecturas de gravedad. Las mediciones se tomaron en dos estados posicionales diferentes para ayudar a «normalizar» otras mediciones. Esto incluyó mediciones con el instrumento al revés y tanto dentro como fuera del vehículo lunar. Se tomaron 6 mediciones en el lugar de aterrizaje del módulo lunar y 11 mediciones en una variedad de lugares durante las 3 EVA de la misión. En dos lugares también se tomaron mediciones repetidas con el instrumento desde el vehículo lunar. Es posible que la medición número 25 se haya interrumpido debido a que una paleta se abrió y causó problemas con el instrumento.

### Resultados
El experimento descubrió que el lugar de aterrizaje del módulo lunar tenía un valor de gravedad de 162694,6 ± 5 mgal. Los bordes del valle próximos al lugar de aterrizaje tenían valores de gravedad alrededor de 25 mgal más bajos que los del lugar de aterrizaje. Estos resultados se interpretan como una capa de basalto volcánico de 1 km de espesor que rellena el valle. Se estimó que este basalto tenía una densidad 0,8 g/cm3 mayor que la de las paredes del valle circundante. Se descubrió que el instrumento era particularmente sensible a los impactos cuando se lo retiraba del explorador lunar y se lo colocaba sobre la superficie lunar. Esto produciría cambios notables en las lecturas que proporcionaría el instrumento y el efecto era acumulativo.